# Platyptilia interpres
Platyptilia interpres là một loài bướm đêm thuộc họ Pterophoridae. Nó được tìm thấy ở Uganda.